# Ульветанна
Ульветанна (норв. Ulvetanna — вовче ікло) — гострокінечна вершина у східній частині гірського хребта Фенріск'єфтен у Землі Королеви Мод, на узбережжі Антарктиди.
Відкрито і нанесенао на карту під час дослідження цього району Антарктиди норвезькою антарктичною експедицією в 1956–1960 роки
У листопаді 2010 року відомий російський альпініст і бейсджампер Валерій Розов здійснив з вершини стрибок у вінгсьюті
.

## Ресурси Інтернету
- Вікісховище має мультимедійні дані за темою: Ульветанна

## Виноски
1. ↑  Peakbagger.com
2. ↑  Ulvetanna 2011 – Caspersen in Antarktica again (англ.). Архів оригіналу за 23 вересня 2012. Процитовано 30 травня 2012. {{cite web}}: Cite має пустий невідомий параметр: |description= (довідка) [Архівовано 2013-01-13 у Wayback Machine.]
3. ↑  
Ulvetanna Peak (англ.). Архів оригіналу за 23 вересня 2012. Процитовано 30 травня 2012. {{cite web}}: Cite має пусті невідомі параметри: |(пустий рядок)= та |description= (довідка)
4. ↑  
Ульветанна. Дневник антарктической экспедиции (рос.). Архів оригіналу за 23 вересня 2012. Процитовано 30 травня 2012. {{cite web}}: Cite має пустий невідомий параметр: |description= (довідка)
5. ↑  
Александр Ручкин. Клыки Антарктиды (рос.). Архів оригіналу за 23 вересня 2012. Процитовано 30 травня 2012. {{cite web}}: Cite має пустий невідомий параметр: |description= (довідка)